# Camponotus yessensis
Camponotus yessensis  (лат.) — вид муравьёв рода кампонотус (Camponotus) из подсемейства формицины (Formicinae). Дендробионт.

## Распространение
Россия (Приморский край). Япония.

## Описание
Тело в густых отстоящих щетинках. Чёрные муравьи с коренастым телосложением и короткими ногами. Рабочие муравьи имеют длину около 5 мм. Клипеус без вырезки. Обитает в лесах, где строит гнёзда в древесине. От викарного европейского вида Camponotus vagus отличается густыми отстоящими волосками, в том числе на скапусе и боках головы.